# Repêchage d'expansion de la LNH 1970
Ne pas confondre avec le repêchage amateur de la LNH 1970.
1967 1972
Le repêchage d'expansion de la LNH de 1970 fut une séance de repêchage spéciale tenue le 10 juin 1970 par la Ligue nationale de hockey pour permettre aux deux franchises qui allaient faire leurs débuts dans la ligue à la saison 1970-1971, soit les Sabres de Buffalo et les Canucks de Vancouver, de se constituer des équipes.
Comme pour tout repêchage d'expansion, les deux nouveaux arrivants devaient choisir des joueurs que les 12 autres clubs de la ligue avaient laissé sans protection, ou qui évoluaient dans d'autres circuits professionnels mineurs.
Le repêchage amateur de la LNH 1970 était tenu le lendemain.

## Les choix

### Choix des Sabres de Buffalo
| Rang | Joueur                   | Position | Repêché de             |
| ---- | ------------------------ | -------- | ---------------------- |
| 1    | Thomas Webster           | AD       | Bruins de Boston       |
| 3    | Allan Hamilton (en)      | D        | Rangers de New York    |
| 5    | Donald Marshall          | C        | Rangers de New York    |
| 7    | Tracy Pratt (en)         | D        | Penguins de Pittsburgh |
| 9    | James Watson (en)        | D        | Red Wings de Détroit   |
| 11   | François Lacombe         | D        | Canadiens de Montréal  |
| 13   | Philippe Goyette         | C        | Blues de Saint-Louis   |
| 15   | Reginald Fleming         | D        | Flyers de Philadelphie |
| 17   | Michael McMahon Jr. (en) | D        | Penguins de Pittsburgh |
| 19   | Phillip Krake (en)       | C        | Kings de Los Angeles   |
| 21   | Jean-Guy Lagace (en)     | D        | Penguins de Pittsburgh |
| 23   | Craig Cameron (en)       | AD       | Blues de Saint-Louis   |
| 25   | Christopher Evans (en)   | D        | Maple Leafs de Toronto |
| 27   | Douglas Barrie (en)      | D        | Penguins de Pittsburgh |
| 29   | Gerald Meehan            | AG       | Flyers de Philadelphie |
| 31   | Paul Terbenche (en)      | D        | Black Hawks de Chicago |
| 33   | Brian Perry (en)         | AG       | Seals d'Oakland        |
| 35   | Howard Ménard (en)       | C        | Seals d'Oakland        |
| 38   | Norman Farr (en)         | G        | Canadiens de Montréal  |
| 40   | Gary Edwards             | G        | Blues de Saint-Louis   |

### Choix des Canucks de Vancouver
| Rang | Joueur                 | Position | Repêché de               |
| ---- | ---------------------- | -------- | ------------------------ |
| 2    | Gary Doak (en)         | D        | Bruins de Boston         |
| 4    | Orland Kurtenbach      | C        | Rangers de New York      |
| 6    | Raymond Cullen         | C        | North Stars du Minnesota |
| 8    | Patrick Quinn          | D        | Maple Leafs de Toronto   |
| 10   | Rosaire Paiement (en)  | C        | Flyers de Philadelphie   |
| 12   | Darryl Sly             | D        | North Stars du Minnesota |
| 14   | James Wiste (en)       | C        | Black Hawks de Chicago   |
| 16   | Daniel Johnson         | C        | Maple Leafs de Toronto   |
| 18   | Barry Wilkins (en)     | D        | Bruins de Boston         |
| 20   | Ralph Stewart (en)     | C        | Canadiens de Montréal    |
| 22   | Michael Corrigan (en)  | AG       | Kings de Los Angeles     |
| 24   | Wayne Maki             | AG       | Blues de Saint-Louis     |
| 26   | Edward Hatoum (en)     | AD       | Red Wings de Détroit     |
| 28   | Poul Popiel            | D        | Red Wings de Détroit     |
| 30   | Ronald Ward (en)       | D        | Maple Leafs de Toronto   |
| 32   | John Schella (en)      | D        | Canadiens de Montréal    |
| 34   | Robert Dillabough (en) | C        | Seals d'Oakland          |
| 36   | Garth Rizzuto (en)     | C        | Black Hawks de Chicago   |
| 37   | Duncan Wilson          | G        | Flyers de Philadelphie   |
| 39   | Charles Hodge          | G        | Seals d'Oakland          |